# Ejnar Jørgensen
Ejnar Jørgensen (ur. 20 marca 1898, zm. 1969) – duński nazistowski działacz polityczny, parlamentarzysta, członek Frikorps Danmark podczas II wojny światowej.

## Życiorys
Był właścicielem sklepu spożywczego. 16 listopada 1930 r. współtworzył Narodowosocjalistyczną Duńską Partię Robotniczą (DNSAP). W 1933 r. poparł Fritsa Clausena w wewnętrznej rozgrywce partyjnej o przywództwo w DNSAP. Odtąd był jego najbliższym współpracownikiem. Stanął na czele struktur partyjnych w prowincji Zelandia, wchodząc jednocześnie w skład kierownictwa DNSAP. Był też członkiem kierownictwa bojówek SA. Na ich czele próbował bezskutecznie 9 kwietnia 1940 r., czyli w dniu agresji wojsk niemieckich na Danię, opanować administracyjną dzielnicę Kopenhagi Christiansborg. Następnie uczestniczył w starciach w Roskilde i pod Haderslev. Jesienią 1941 r. wstąpił ochotniczo do Frikorps Danmark, uzyskując stopień SS-Untersturmführera. Walczył na froncie wschodnim. Po powrocie do Danii 3 sierpnia 1942 r. został skazany na karę 3 miesięcy więzienia, ale wypuszczono go na wolność wskutek niemieckiej interwencji. W marcu 1943 r. z ramienia DNSAP został wybrany do parlamentu duńskiego. Był zwolennikiem utworzenia jednego silnego ruchu nazistowskiego w okupowanej Danii, dlatego postulował włączenie Korpusu Schalburga do DNSAP. Od pocz. 1944 r. coraz silniej zaczął występować przeciwko F. Clausenowi, który – jego zdaniem – źle kierował partią. Uzyskał silne poparcie struktur partyjnych z prowincji Sjælland. W odpowiedzi 20 maja tego roku poddano go ostracyzmowi partyjnemu pod formalnym zarzutem wielokrotnego łamania statutu DNSAP, co znacznie osłabiło jego pozycję. 7 sierpnia wraz z kilkoma innymi działaczami DNSAP odszedł z niej, tworząc Dansk National Samling. Jednakże już w marcu 1945 r. powrócił do DNSAP, podporządkowując jej swoją partię. Kilkakrotnie był celem bezskutecznych ataków ze strony ruchu oporu. Po zakończeniu wojny został aresztowany i uwięziony, pomimo tego, że był deputowanym do parlamentu. 27 marca 1947 r. po procesie skazano go na karę 5 lat więzienia. 5 czerwca 1948 r. kara została zwiększona do 10 lat więzienia. 11 marca 1949 r. sąd najwyższy skazał go ostatecznie na 8 lat więzienia.